# Mitsubishi F-2
Mitsubishi F-2 – japoński myśliwiec powstały przy znaczącym udziale technologii amerykańskich, opracowany przez Mitsubishi Heavy Industries i Lockheeda Martina. Podział prac przy rozwoju i produkcji pomiędzy stroną japońską a amerykańską wynosi 60/40. Samolot jest pochodną opracowanego w USA F-16 Fighting Falcon – część rozwiązań z tego programu trafiło również do F-16 Block 40 który pod wieloma względami jest odpowiednikiem F-2.

## Historia

### Geneza

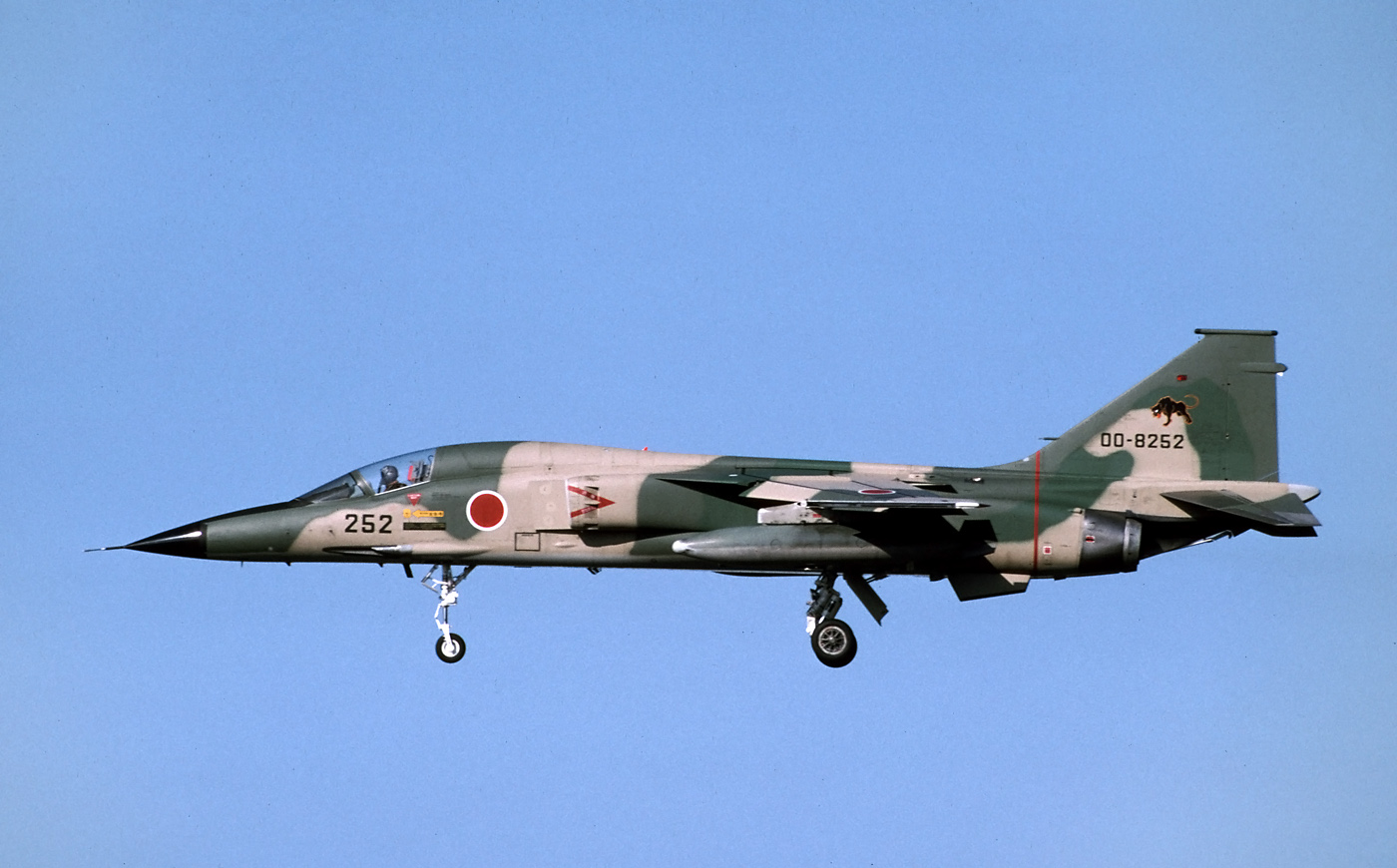
Mitsubishi F-1

Wraz z uruchomieniem w przez zakłady Mitsubishi licencyjnej produkcji samolotów F-104G (oznaczonych lokalnie jako F-104J) w latach 60. XX w., do zadań szturmowych atakowania celów nawodnych i naziemnych przesunięto pełniące dotychczas rolę myśliwców przechwytujących maszyny F-86F. Ich zadania w zwalczaniu nieprzyjacielskiego lotnictwa miały przejąć nowe Starfightery. F-86F wypełniały swoje misje w nowej roli do końca lat 70., kiedy to ich zadania przejęły samoloty Mitsubishi F-1, produkt krajowej myśli konstrukcyjnej. Podstawowym zadaniem F-1 miało być atakowanie sił morskich potencjalnego przeciwnika a tym samym niedopuszczenie do inwazji na wyspy japońskie, drugim w kolejności zadaniem samolotów było atakowanie celów naziemnych a dopiero na końcu, realizacja misji myśliwskich. Gradacja zadań stawianych przed F-1 wynikała z japońskiej doktryny obronnej, w której pierwszoplanową rolą Sił Samoobrony jest obrona wysp macierzystych przed nieprzyjacielską inwazją. Ogłoszony w 1976 roku nowy narodowy program obrony (Bōei Keikaku no Taikō – National Defense Program Guidelines) zakładał osiągnięcie przez Japońskie Powietrzne Siły Samoobrony stanu posiadania 10 eskadr myśliwców przechwytujących i trzech eskadr myśliwców wsparcia. Przyjęcie do realizacji planu oznaczało wybudowanie stu egzemplarzy Mitsubishi F-1. Cel nie został osiągnięty, kryzys paliwowy jaki ogarnął zachodnie gospodarki, w tym i japońską poważnie zredukował finansowe możliwości kraju w zakresie wydatków na uzbrojenie. Dodatkowo szybkie starzenie się konstrukcji F-1, sprawiły, iż udało się wybudować jedynie 77 egzemplarzy. Tym samym, Japońskie Powietrzne Siły Samoobrony stanęły przed pilną potrzebą znalezienia następcy dla F-1.

### FS-X
Z uwagi na zaistniałą sytuację, w połowie lat 80. japońska Agencja Obrony (od 9 stycznia 2007 roku Ministerstwo Obrony – Bōei-shō) ogłosiła plan pozyskania nowego myśliwca wsparcia następnej generacji (Jiki Shien Sentōki Kaihatsu Keikaku/Next Support Fighter Development Plan), w skrócie FS-X, którego podstawowym zadaniem miała być walka z okrętami potencjalnego przeciwnika. Oczekiwano, że nowa maszyna będzie zdolna do działania w każdych warunkach atmosferycznych o każdej porze dnia i nocy. Promień bojowy jakim miał dysponować samolot wynosił 833 km w locie z czterema pociskami przeznaczonymi do zwalczania celów nawodnych. Oprócz tego, samolot miał być zdolny do przenoszenia od dwóch do czterech pocisków rakietowych przeznaczonych do zwalczania celów powietrznych krótkiego i średniego zasięgu. W porównaniu do F-1, nowy projekt miał charakteryzować się zwiększonymi możliwościami w zakresie wypełniania zadań typowo myśliwskich. Po opracowaniu własnymi siłami samolotu F-1, podobne oczekiwania miano wobec projektu FS-X. Było to tym bardziej uzasadnione, iż Instytut Badań i Rozwoju Techniki (Gijutsu Kenkyū Honbu, Technical Research and Development Institute – TRDI), rozszerzył swoje możliwości w zakresie projektowania nowych konstrukcji, opracowując technologię metod komputerowego wspomagania projektowania, systemu kierowania ogniem, cyfrowej awioniki i układu sterowania z uwolnioną statecznością. Opublikowany 17 września 1986 roku raport dość optymistycznie przewidywał, iż budowa samolotu w ramach programu FS-X, w oparciu tylko o rodzimą myśl techniczną jest jak najbardziej możliwa, z wyjątkiem silników, które będzie trzeba pozyskać od zagranicznego producenta. Opierając się na konkluzjach raportu, TRDI zleciło koncernom Mitsubishi i Kawasaki rozpoczęcie wstępnych prac na projektem FS-X. Zaprezentowane przez obydwie wytwórnie projekty, przewidywały budowę samolotu z podwójnym usterzeniem pionowym oraz, jak w projekcie Mitsubishi oznaczonym jako JF210, dodatkowym przednim usterzeniem. Dalsze prace napotkały jednak narastające trudności. Wielozadaniowość samolotu, wymagająca pogodzenia w jednym płatowcu funkcji szturmowych, atakowania celów nawodnych oraz zadań typowo myśliwskich okazała się za dużym wyzwaniem jak na możliwości japońskiego przemysłu. Stopień trudności, opracowanie zupełnie nowych komponentów i technologii były możliwe do przezwyciężenia i realizacji, ale wymagało to czasu oraz bardzo dużych nakładów finansowych, czyniąc cały program nieopłacalnym. Mając to na uwadze, w październiku 1985 roku rozpoczęto prace mające na celu oszacowanie możliwości pozyskania zagranicznej, gotowej konstrukcji. Pod uwagę brano samoloty General Dynamics F-16 Fighting Falcon, McDonnell Douglas F/A-18 Hornet i Panavia Tornado IDS. Amerykańscy producenci, zaproponowali Japonii udział we wspólnym opracowaniu samolotu, jak najlepiej spełniającego japońskie oczekiwania. 11 kwietnia 1987 roku do Japonii przybyła delegacja amerykańskiego Departamentu Obrony. Goście odwiedzili między innymi zakłady Mitsubishi w Nagoi. Mieli okazje zapoznać się z prowadzonymi tam projektami, w tym technologią produkcji materiałów kompozytowych, pracami nad projektami stealth, radiolokacją, układami sterowania z uwolnioną statecznością. Rozmach i osiągnięcia japońskich inżynierów wywarły na amerykanach bardzo duże wrażenie, na tyle duże, iż w opinii amerykańskiego Departamentu Obrony, Japonia była w stanie wybudować nowy samolot w oparciu tylko o rodzimy przemysł aczkolwiek koszty jakie musiałaby przy tym ponieść, stawiają pod dużym znakiem zapytania realizacje całego przedsięwzięcia. Z jednej strony, istotnie osiągnięcia japońskiego przemysłu wywarły bardzo pozytywne wrażenie, z drugiej jednak strony, na opinii amerykanów mogła również zaważyć chęć wspierania własnych, amerykańskich producentów lotniczych.
28 czerwca 1987 roku, japoński minister stanu ds. obrony, Yūkō Kurihara, podczas oficjalnego spotkania z amerykańskim sekretarzem obrony Casparem Weinbergerem, zadeklarował chęć wspólnego wybudowania samolotu w ramach programu FS-X. Za deklaracją japońskiego polityka poszły czyny. W lipcu tego samego roku z orbity zainteresowań wypadł europejski Panavia Tornado, a do grona potencjalnych nabytków dołączył McDonnell Douglas F-15 Eagle. F-15 był już dobrze znany japońskim specjalistom. W 1977 roku podjęto decyzję, że zastąpi on samoloty F-104 w wypełnianiu zadań myśliwskich. Zakłady Mitsubishi uruchomiły licencyjną produkcję myśliwca. Aby ocenić istniejące konstrukcje i wybrać najbardziej odpowiednią, Bōei-shō powołało do życia Wspólną Grupę Studialną Prywatnych Przedsiębiorstw (Minkan Kigyō Gōdō Kenkyūkai – Private Enterprises Joint Sudy Group). W jej skład weszli przedstawiciele największych japońskich przedsiębiorstw branży lotniczej, elektronicznej i silnikowej. Efektem prac grupy był opublikowany we wrześniu 1987 roku raport, przedstawiający wyniki analizy pod kątem między innymi osiągów, kosztów prac, ceny jednostkowej, charakterystyki stealth wybranych samolotów F-15, F-16 i F-18. W swojej konkluzji, autorzy raportu stwierdzili, że najlepszą opcją, ale nie idealną jest samolot F-16. Oferował on najmniejsze koszty w zakresie wymaganych prac modernizacyjnych i ceny samolotu, jednak jego konstrukcja czyniła potencjalne osiągi samolotu po modernizacji niezadowalającymi. Podobnie sytuacja wyglądała w zakresie charakterystyki stealth. Wyrażano również obiekcję co do niezawodności jednosilnikowego układu napędowego. Na drugim miejscu znalazł się F-15, którego osiągi były jak najbardziej zadowalające, ale implementacja technologii stealth w nowym projekcie będzie trudna do uzyskania. Prace w oparciu o F-15 pociągną za sobą również wyższe koszty niż F-16. Ostatnie miejsce zajął F-18, o zadowalających osiągach, ale o najwyższych kosztach przystosowania do japońskich wymagań.
W październiku 1987 roku po serii spotkań z Weinbergerem oraz przedstawicielami General Dynamics i McDonnell Douglas, którzy byli nawet skłonni do wspólnego opracowania dwusilnikowej wersji F-16 aby rozwiać wątpliwości Japończyków do jednosilnikowego układu napędowego, zapadła ostateczna decyzja. 23 października 1987 roku oficjalnie ogłoszono, że samolot wybudowany w ramach programu FS-X, powstanie we współpracy japońsko-amerykańskiej w oparciu o konstrukcje F-16C/D.

### Na drodze do współpracy
Decyzja z 23 października 1987 roku zapoczątkowała żmudne negocjacje pomiędzy obydwiema stronami, mające na celu ostateczne ustalenie warunków amerykańsko-japońskiej współpracy. Nadzór nad przebiegiem prac i ich zgodność z przyjętymi wymaganiami miała nadzorować, utworzona 1 kwietnia 1988 roku specjalna komórka ds. FS-X (Jiki Shien Sentōki Shitsu – Next Generation Support Fighter Room). Wchodziła ona w skład Wydziału Technicznego Biura Sztabu Lotnictwa (Kōkū Bakuryō Kanbu Gijutsubu – Air Staff Office Technology Department). 2 czerwca tego samego roku, amerykański sekretarza obrony Frank Carlucci i japoński minister stanu ds. obrony Tsutomu Kawara podpisali porozumienie o współpracy i rozwoju (Memorandum of Understanding) samolotu FS-X. Według porozumienia, podział prac projektowych ma wynieść 60 do 40 na rzecz Stanów Zjednoczonych. Samolot powstanie w oparciu o japońskie wymagania, koszty związane z rozwojem nowej konstrukcji w całości poniesie strona japońska, japońskie firmy będą głównymi wykonawcami projektu, nowo-powstałe lub udoskonalone istniejące już technologie w trakcie programu będą należeć do strony japońskiej. Nad całością prac, nadzór sprawować będzie japońska Agencja Obrony. Dla obydwu stron porozumienia było ono kompromisem. Strona japońska, zdając sobie sprawę z ewentualnych korzyści związanych z transferem technologii, który w przyszłości mógłby zaowocować rozwojem całej, krajowej branży lotniczej, ambicje miała jednak większe. Tym razem, chęć zbudowania nowoczesnego myśliwca wielozadaniowego tylko siłami krajowych producentów musiała zostać odłożona na później. W Stanach obawiano się, że zastrzyk technologiczny jaki wykona Ameryka, umożliwi japońskim przedsiębiorstwom lotniczym ekspansję, podobną do tej, jaka stała się udziałem japońskich firm elektronicznych w skali całego świata. Za obawami poszły i czyny, ograniczono Japończykom dostęp do kodów źródłowych oprogramowania F-16, renegocjowano większy udział amerykańskich firm w produkcji części i podzespołów. Samolot mógł być napędzany silnikiem tylko amerykańskiej produkcji a wszystkie uzyskane w ramach programu FS-X nowe technologie, nie mogły być przekazywane innym krajom przez Japonię. Dodatkowo zmiany własnościowe jakimi podlegał pierwotny producent samolotu, dział produkcji F-16 firmy General Dynamics w 1993 zakupił Lockheed Corporation, a od czasu połączenia z wytwórnią Martin Marietta w 1995 roku – Lockheed Martin. Lockheed Martin wraz z zakupem komponentu lotniczego General Dynamics, przejął również jego wszystkie zobowiązania. Czas poświęcony na renegocjacje warunków umowy, opóźnił jej rozpoczęcie o 18 miesięcy.

### Projekt
Decyzją Agencji Obrony z dnia 29 listopada 1988 roku, głównym wykonawcą projektu została firma Mitsubishi Heavy Industries (MHI), którą wspomagać będą Fuji Heavy Industries, Kawasaki Heavy Industries ze strony japońskiej i General Dynamics z amerykańskiej. Ishikawajima-Harima Heavy Industries (obecnie IHI Corporation) miała podjąć licencyjną produkcję wybranego silnika na podstawie oddzielnej umowy. Kolejnym krokiem było podpisanie szczegółowej umowy pomiędzy MHI a Agencją Obrony na opracowanie projektu płatowca i następnej umowy, również z Mitsubishi, w lutym 1990 roku, dotyczącej zaprojektowania nowego radaru. Na początku 1990 roku samolot FS-X otrzymał oficjalnie nowe oznaczenia, F-2. W marcu 1990 roku w zakładach Mitsubishi w Nagoi, utworzono zespół projektowo-konstrukcyjny samolotu, na tym etapie prac nadal określanego jako FS-X (Jiki Shien Sentōki Sekkei Chīmu – Fighter Support Engineering Team – FSET). W Mitsubishi projekt nowego samolotu otrzymał oznaczenie SX-3. Bazą do prac nad nowym projektem, w którego realizacje zaangażowani byli inżynierowie z Mitsubishi, General Dynamics, Kawasaki Heavy Industries i Fuji Heavy Industries stał się samolot F-16C/D Block 40 oraz rozwiązania, które zamierzano zastosować w wersji określanej mianem F-16 Agile Falcon. Był to niezrealizowany projekt wersji F-16 z 1984 roku. Projekt oferowany był United States Air Force przez General Dynamics w ramach programu Advanced Tactical Fighter. Agile Falcon miał być tanią alternatywą w stosunku do innych uczestniczących w programie projektów, a w szczególności ostatecznego zwycięzcy, samolotu Lockheed F-22 Raptor. Od klasycznego F-16 odróżniał się tym, że był od niego większy. Posiadał o 25% większą powierzchnie skrzydeł, większą rozpiętością, dłuższy i szerszy kadłub, zmieniony obrys skrzydła, większy wlot do silnika i większa powierzchnia usterzenia poziomego. Napęd samolotu miał stanowić silnik General Electric F110-GE-129 IPE, używany w samolotach F-16C/D Block 50, decyzję o wyborze takiego silnika, po wcześniejszych analizach ostatecznie podjęto 21 grudnia 1990 roku. W celu opracowania jak najbardziej ergonomicznej kabiny, Mitsubishi nawiązał współpracę z japońskim Instytutem Medycyny Lotniczej. Efektem współpracy obydwu partnerów było zaprojektowanie nieco mniejszej kabiny pilota. W czerwcu 1990 ukończono pełnowymiarową makietę samolotu. Makieta została poddana inspekcji przez specjalistów z TRDI. Ich pozytywna opinia, pozwoliła na ostateczną akceptację projektu i przystąpienie do budowy czterech prototypów samolotu F-2.

### Prototyp
Plan zakładał zbudowanie w sumie sześciu maszyn prototypowych, latających dwóch maszyn jednomiejscowych i dwóch maszyn dwumiejscowych oraz kolejnych dwóch samolotów przeznaczonych tylko do prób naziemnych. Prace nad pierwszym z przeznaczonych do badań w locie prototypów (była to wersja jednomiejscowa), oznaczonym jako XF-2, ruszyły w lutym 1994 roku. Prace posuwały się szybko i ukończono je w grudniu tego samego roku. Uroczyste wytoczenie (roll-out) samolotu odbył się 12 stycznia 1995 roku. Przygotowania do oblotu maszyny rozpoczęto 12 września tego samego roku kiedy to rozpoczęto próbne kołowania prototypu po płycie lotniska fabrycznego Nagoja/Komaki. Oblotu prototypu dokonano 7 października 1995 roku. Za sterami samolotu o numerze ewidencyjnym 63-0001 siedział pilot doświadczalny Mitsubishi Yoshiyuki Watanabe. Do swojego pierwszego lotu samolot wzbił się o godzinie 9:08 rano miejscowego czasu. Lot, w trakcie którego osiągnięto prędkość maksymalną 460 km/h i pułap 4500 metrów trwał 38 minut. Jeszcze w tym samym roku, 13 grudnia, oblatano drugą, jednomiejscową maszynę prototypową o numerze ewidencyjnym 63-0002. 9 stycznia 1996 roku Agencja Obrony podjęła decyzję o zmianie oznaczenia docelowego samolotu. Jednomiejscowa wersja otrzymała oznaczenia F-2A a dwumiejscowa F-2B. Tym samym jednomiejscowy prototyp od tego momentu określany był jako XF-2A a dwumiejscowy – XF-2B. 17 kwietnia 1996 roku, do swojego dziewiczego lotu wzbiła się pierwsza maszyny dwumiejscowa, oznaczona numerem ewidencyjnym 63-0003, miesiąc później, 24 maja, oblatano drugi z dwumiejscowych prototypów o numerze ewidencyjnym 63-0004. Badania prototypów przeznaczonych do prób naziemnych, statycznych – płatowiec numer 01 i zmęczeniowych – płatowiec numer 02, rozpoczęto w 1995 roku. Po zakończeniu przewidzianych prób fabrycznych, wszystkie latające prototypy zostały przekazane do TRDI w celu kontynuowania prób. Charakterystyki napędu samolotu, osiągi maszyny, zachowanie się w powietrzu i badania flatteru prowadzono na pierwszym prototypie, przybyłym do TRDI 24 marca 1996 roku. Uzbrojenie i systemy samoobrony maszyny oraz obciążenia jakimi poddawana jest konstrukcja w trakcie lotu badane były na drugim prototypie, sprowadzonym do TRDI 26 kwietnia 1996 roku. Wpływ warunków atmosferycznych na prace samolotu, flatter oraz zaznajomienie się z charakterystyką lotu przy dużych kątach natarcia poznano dzięki pracom prowadzonym przy użyciu trzeciego samolotu 003, który przybył do TRDI 9 sierpnia 1996 roku. Ostatni z prototypów, dwumiejscowy XF-2B pojawił się w ośrodku 20 września tego samego roku i posłużył do testów zamontowanego na pokładzie maszyny radaru, awioniki w tym systemów nawigacji, łączności, samoobrony, transpondera, kierowania ogniem i zrzutów ćwiczebnego uzbrojenia. Próby samolotów w ośrodku TRDI trwały do końca 1997 roku. Dalsze badania samolotów miał przeprowadzić już ostateczny odbiorca i użytkownik, czyli wojsko. Wszystkie cztery prototypy zostały przekazane Japońskim Powietrznym Siłom Samoobrony 1 grudnia 1997 roku.
Próby wojskowe nie przebiegały zupełnie pomyślnie. W maju 1998 roku odkryto mikropęknięcia kompozytowej struktury skrzydeł. Wytrzymałość usterzenia pionowego poddawanego niesymetrycznym obciążeniom wywołanym flatterem przy lotach z podwieszonym uzbrojeniem (ale tylko w niektórych konfiguracjach podwieszenia), nie spełniała oczekiwań. Pierwsze wzmocnienie nadwerężonych elementów nie przyniosło oczekiwanych rezultatów, w połowie 1999 roku ujawniły się kolejne mikropęknięcia. Dalsze wzmocnienia struktury płatowca wreszcie przyniosło pozytywne efekty i 30 czerwca 2000 roku zakończono wojskowe próby w locie. W trakcie badań wszystkie cztery prototypy latały już z nowymi numerami, numery prototypowe zmieniono na numery seryjne 63-8501 i 63-8502 dla jednomiejscowych XF-2A oraz 63-8101 i 63-8102 dla dwumiejscowych XF-2B.

## Wersje myśliwca
- F-2A – jednomiejscowy wariant bojowy, 62 sztuki
- F-2B – dwumiejscowy wariant szkolno-bojowy, 32 sztuki
- XF-2A – jednomiejscowa bojowa wersja prototypowa
- XF-2B – dwumiejscowa szkolno-bojowa wersja prototypowa

## Produkcja seryjna

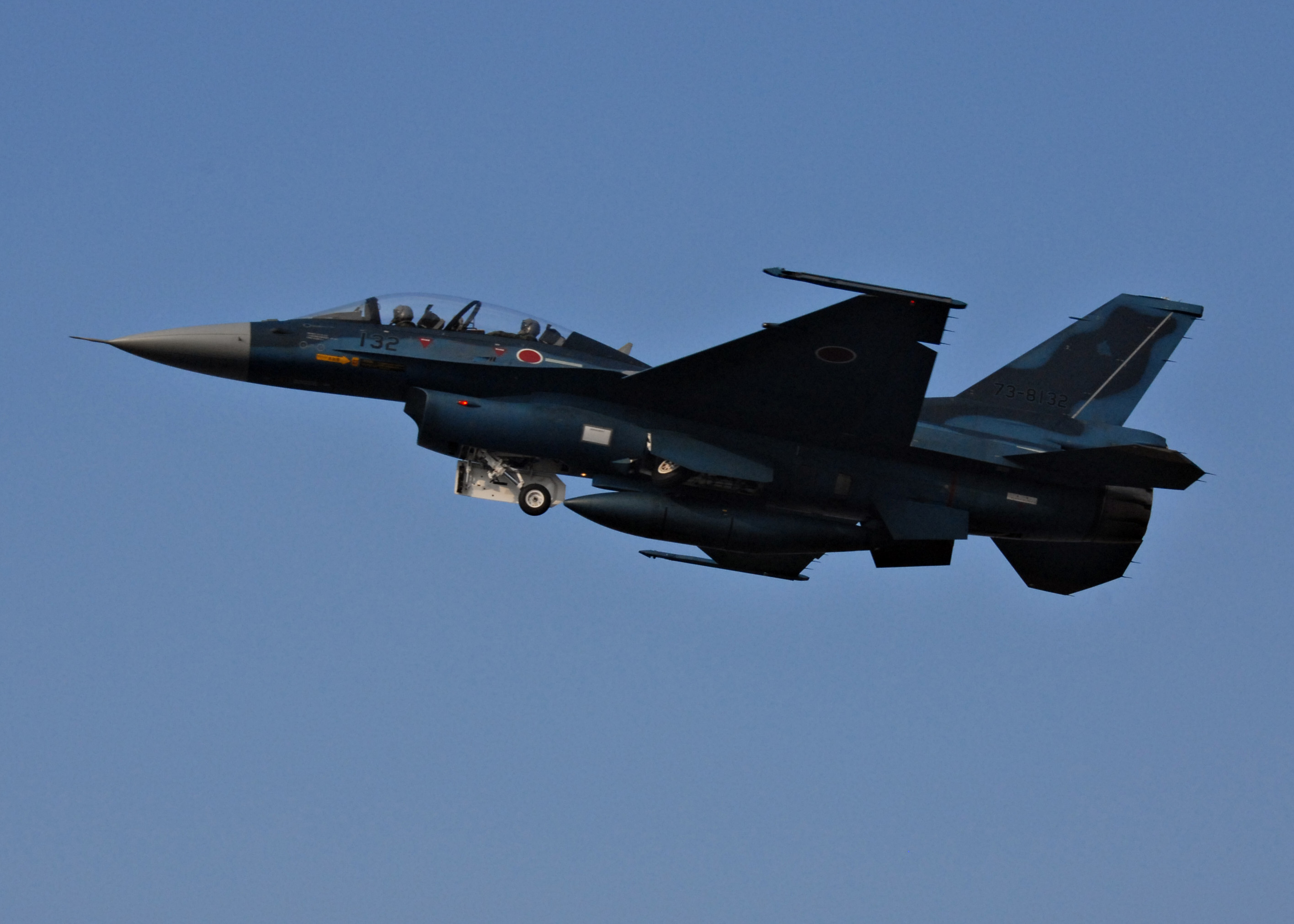
Mitsubishi F-2B

W lipcu 1996 roku, jeszcze w trakcie trwania prób fabrycznych prototypów, Agencja Obrony i amerykański Departament Obrony podpisały porozumienie o współpracy (Memorandum of understanding) przy produkcji seryjnej nowego samolotu. Montaż końcowy samolotu miał się odbywać w fabryce Komaki Minami Kōjō (Komaki South Plant) znajdującej się w miejscowości Komaki koło Nagoi. Zakłady zarządzane były przez należącą do Mitsubishi firmę Nagoya Kōkū Uchū Shisutemu Seisakusho (Nagoya Aerospace Systems Works). We wrześniu 1996 roku amerykański Kongres wydał zgodę na uczestnictwo Lockheeda Martina w produkcji seryjnej. Dysponując formalną zgodą wszystkich zainteresowanych rządowych instytucji, Mitsubishi i Lockheed Martina podpisały w październiku 1996 roku pierwszy kontrakt produkcyjny. Pierwsze oficjalne zamówienie obejmowało jedenaście samolotów i zostało złożone w Mitsubishi przez Agencje Obrony w marcu 1997 roku. 10 listopada 1998 roku Lockheed Martin przekazał wytwórni Mitsubishi pierwszy ze 130 tylnych segmentów kadłuba 17 marca 1999 roku w zakładach Lockheed Martin w Fort Worth uroczyście przekazano stronie japońskiej pierwszy z wyprodukowanych w Stanach kesonów będących elementem konstrukcyjnym skrzydła seryjnego F-2. Kason jest elementem o konstrukcji kompozytowej, polimeryzowanej termicznie w autoklawie. Za jego opracowanie odpowiedzialna była firma Mitsubishi i Fuji Heavy Industries. Lockheed odpowiedzialny był za połączenie wszystkich elementów w całość, tworząc funkcjonalny keson. Pierwszy seryjny F-2A o numerze ewidencyjnym 03-8503 oblatany został 12 października 1999 roku, z kolei pierwszy seryjny F-2B, o numerze ewidencyjnym 03-8103, oblatano 14 marca 2000 roku. Pierwsze, wstępne plany zakładały budowę 141 samolotów seryjnych. Liczba ta pozwoliłaby wyposażyć trzy eskadry bojowe, w każdej po 18 maszyn typu F-2A i dwie F-2B. 21 samolotów weszłoby w skład eskadry szkolnej, umożliwiłoby to wycofanie szkolno-treningowych Mitsubishi T-2. Jedenaście kolejnych F-2, miałoby również zastąpić Mitsubishi T-2 używane w zespole akrobacyjnym Blue Impulse. Następnych osiem zasiliłoby eskadrę przeznaczoną do szkolenia i treningu instruktorów. Ta sama eskadra, w której latali najbardziej doświadczeni piloci bojowi, podczas ćwiczeń, wypełniała zadania jednostki agresorów. Kolejne dwie maszyny służyłyby jako pomoc do szkolenia mechaników. Dodatkowych 39 samolotów w rezerwie, na wypadek remontów, napraw lub wypadków liniowych maszyn. 15 grudnia 1995 roku ofiarą w liczbie zamówionych seryjnych F-2 padł zespół Blue Impulse, który ostatecznie przesiadł się na samoloty Kawasaki T-4. Tym samym plan zakupu objął 130 maszyn seryjnych. Liczba ta nie uległa zmianie aż do 10 grudnia 2004 roku. Znaczący wzrost ceny jednostkowej samolotu spowodował kolejną redukcję zamówienia, tym razem do 98 maszyn. Ofiarą cięć padły samoloty rezerwowe, których stan posiadania ograniczono do piętnastu. Nie była to ostateczna decyzja, 24 grudnia 2006 roku podjęto decyzję o zakończeniu produkcji seryjnej F-2 na etapie wybudowania 94 egzemplarzy seryjnych. Nie zmieniono liczby samolotów przeznaczonych dla trzech eskadr bojowych, 60 maszyn. Zachowano liczbę 21 samolotów dla eskadry szkolnej z zamiarem wycofania maszyn typu T-2 i zadowolono się liczbą jedynie 11 samolotów rezerwowych. Ostatecznie wybudowano 62 samoloty typu F-2A, 32 F-2B, dwa XF-2A i dwa XF-2B.
Możliwość zwiększenia sprzedaży pojawiła się w lipcu 2010 roku kiedy to japońskie Ministerstwo Obrony (9 stycznia 2007 roku podwyższono do rangi ministerstwa status Agencji Obrony) rozważało zakup dodatkowych 20 maszyn. O swojej decyzji zakupu nowych samolotów poinformowano 18 lipca 2010 roku. Zakup miał być wynikiem wprowadzania szerszego planu modernizacji całości sił obronnych oraz zwiększenia ich potencjału, jak również wykruszania się już eksploatowanych maszyn. Dodatkowo doszło do opóźnień w realizacji zakupu samolotów mających zastąpić samoloty McDonnell Douglas F-4 Phantom II, a nowe F-2, miały by zastąpić F-4 w wypełnianiu zadań związanych z zapewnieniem bezpieczeństwa przestrzeni powietrznej Japonii, tym samym nowe F-2 miały być pozbawione możliwości zwalczania celów nawodnych. Wstępna analiza ministerstwa zmaterializowała się w planie budżetowym ogłoszonym w grudniu 2010 roku. Zakładał on zakup tuzina nowych samolotów w latach 2011–2015. Plan pozostał jedynie na papierze i nie zrealizowano ani jednego zakupu samolotu. Powodem rezygnacji z nabycia kolejnych 20 maszyn było skierowanie środków finansowych przeznaczonych na zakup F-2, w stronę pozyskania szczegółowych informacji na temat samolotu Lockheed Martin F-35 Lightning II w 2011 roku, a w dalszej perspektywie jego potencjalny zakup (do czego istotnie doszło) o czym poinformowano w listopadzie 2010 roku.
Ostatnie zamówienie na maszyny F-2, Ministerstwo Obrony złożyło w 2007 roku budżetowym. Zamówienie obejmowało partię ośmiu samolotów. Konsekwencją zamówienia było podpisanie przez strategicznych partnerów uczestniczących w produkcji myśliwca, Lockheeda Martina i Mitsubishi, ostatniego kontraktu produkcyjnego 8 kwietnia 2008 roku. 31 lipca 2009 roku w fabryce Komaki Minami Kōjō odbyła się niecodzienna ceremonia. Uroczyście przekazano siłom powietrznym dziesięciotysięczny samolot, który został wybudowany (lub naprawiony) w zakładach od czasu ich uruchomienia w 1952 roku. Jubileuszowym samolotem okazał się być F-2A o numerze ewidencyjnym 93-8553. Ostatnia ze zbudowanych seryjnych maszyn została dostarczona siłom powietrznym 27 września 2011 roku, było to Mitsubishi w wersji F-2A o numerze ewidencyjnym 13-8564. Ostatecznie, udział firm japońskich w produkcji F-2 wynosił około 60% a amerykańskich 40%.
Produkowane seryjnie samoloty oznaczono F-2A (jednomiejscowy wariant bojowy) i F-2B (dwumiejscowy wariant szkolno-bojowy). Ten ostatni dysponował tymi samymi możliwościami bojowymi, jak jego jednomiejscowy odpowiednik, jednak ze względu na mniejszą ilość paliwa wszystkie promienie działania są od 20 do 15% mniejsze, niż przedstawione obok wartości dotyczące F-2A.

## Służba
Oficjalna decyzja o przyjęciu Mitsubishi F-2 na uzbrojenie zapadła 22 września 2000 roku. Trzy dni później, 25 września pierwsza z maszyn, seryjny F-2A o numerze ewidencyjnym 03-8503 został uroczyście przekazany siłom powietrznym. 2 października tego samego roku w bazie Misawa utworzono nową jednostkę, której celem było wdrożenie pilotów do służby na samolotach F-2, Rinji F-2 Hikōtai (Tymczasowa Eskadra Lotnicza F-2). Pierwszy seryjny F-2A przybył do niej dzień później, 3 października. Kolejne wchodzące do służby samoloty były przekazywane do jednostki. Po przeszkoleniu i wdrożeniu procedur obsługi samolotów, 27 lutego 2001 roku, wszystkie maszyn z Rinji F-2 Hikōtai zostały wcielone do Dai-3 Hikōtai (3. Eskadry Lotniczej), również stacjonującej w Misawa. W 3. Eskadrze Mitsubishi F-2 zastąpiły wycofywane samoloty Mitsubishi F-1. Dai-3 Hikōtai wchodzi w skład Dai-3 Kōkūdan (3. Skrzydło Lotnicze). Skrzydło należy Północnych Sił Obrony Pwietrznej (Hokubu Kōkū Hōmentai). Gdzie samolotu stacjonują do dziś. W roku budżetowym 2020, Dai-3 Hikōtai ma być przeniesiona z Misawy do bazy Hyakuri w Centralnej Strefie Obrony. W bazie Misawa, miejsce F-2 w 3. Skrzydle Lotniczym zajmą najnowsze, wielozadaniowe Lockheed Martin F-35 Lightning II. W Hyakuri 3. Eskadra wejdzie w skład 7. Skrzydła Lotniczego (Dai-7 Kōkūdan). 24 czerwca 2016 roku japońskie Ministerstwo Obrony ogłosiło zapytanie ofertowe dotyczące pozyskania nowego samolotu, oznaczonego wstępnie jako F-3 a mającego w przyszłości zastąpić dotychczasowe maszyny F-2. Plany przewidują zakup około 100 nowych samolotów, które znalazłyby się w linii do 2030 roku. F-3 może być samolotem zaprojektowanym i zbudowanym od podstaw, zarówno samodzielnie przez rodzimy przemysł, jak i we współpracy międzynarodowej, jak również nie wyklucza się zakupu istniejącej już, zaawansowanej konstrukcji np. Lockheed Martin F-35 Lightning II. Jak pokazał dziewiczy lot Mitsubishi X-2, dwie pierwsze opcje również są jak najbardziej realne i w zasięgu możliwości japońskiego przemysłu. 30 października 2020 roku, japoński rząd podpisał umowę z firmą MHI w ramach programu oznaczonego jako F-X. Na jej podstawie, MHI rozpocznie prace badawczo-rozwojowe, które mają doprowadzić do budowy nowego samolotu myśliwskiego.

## Modyfikacje w stosunku doF-16C
| Modyfikacja                 | F-16C block 40                                                                                                   | Mitsubishi F-2A                                                                                                   |
| --------------------------- | --- | --- |
| Powierzchnia skrzydeł       | 27,87 m² | 34,84 m² |
| Wielkość anteny radaru      | Radar AN/APG-68 (mniejszy)                                                                                       | Radar Mitsubishi J/APG-1 (większy)                                                                                |
| Prędkość maksymalna         | 2200 km/h | 2400 km/h |
| Pułap                       | - 15 250 m (z uzbrojeniem) - 18 000 m (w szczególnych warunkach, nieoperacyjnie)                                 | 18 000 m (w czasie misji bojowych)                                                                                |
| Cechy stealth               | - Pomijalne (Częściowo lakier absorbujący promieniowanie)                                                        | - Skrzydła z materiałów kompozytowych - Poszycie z materiałów RAM - Lakier absorbujący promieniowanie             |
| Osłona kabiny               | Dwuczęściowa | Trzyczęściowa |
| Masa startowa               | 19 200 kg (42 300 lb)                                                                                            | 22 100 kg (48 700 lb)                                                                                             |
| Uzbrojenie                  | - Działko M61 Vulcan kal. 20 mm - Tylko pociski i rakiety na wyposażeniu USAF bądź pokrewne - łącznie 6 zaczepów | - Działko JM61A1 kal. 20 mm - uzbrojenie poszerzone o pociski i rakiety produkcji japońskiej - łącznie 8 zaczepów |
| Cena bez pakietu uzbrojenia | 18,8 mln USD (1998)                                                                                              | ok. 100 mln USD (1996)                                                                                            |

- 25% większa powierzchnia skrzydeł

Porównanie samolotów F-2 i F-16

- użyte materiały kompozytowe w celu zmniejszenia masy i odbicia radarowego
- większy nos do pomieszczenia większej anteny radaru
- większa prędkość
- trzyczęściowa owiewka kokpitu
- inne uzbrojenie

## Wypadki i katastrofy
Pierwszy z samolotów utracono 31 października 2007 roku, była to dwumiejscowa maszyna F-2B o numerze ewidencyjnym 43-8126, która rozbiła się tuż po starcie z lotniska w Nagoi i spłonęła. Obydwaj znajdujący się na pokładzie piloci testowi Mitsubishi przeżyli, odnieśli jednak obrażenia. Samolot startował do lotu po przeprowadzeniu przeglądu okresowego w zakładach Komaki. Katastrofa uziemiła wszystkie F-2 do 16 listopada tego samego roku. Przeprowadzone śledztwo wykazało, iż powodem wypadku były źle podłączone przewody elektryczne do żyroskopu układu sterowania, podłączono je odwrotnie. W wyniku czego komputer systemu sterowania błędnie odczytywał wychylenia dżojstika przez pilota. Z nietypową awarią musiał zmierzyć się pilot samolotu F-2A z bazy Misawa wykonujący 21 stycznia 2008 roku lot ćwiczebny nad Pacyfikiem. W trakcie lotu ułamał mu się drążek sterowniczy. W efekcie awarii pilot miał do dyspozycji jedynie około 5 cm fragment resztki dźojstika, którym musiał sterować samolotem. Na szczęście zdołał bezpiecznie sprowadzić maszynę na ziemię. Prawdziwą apokalipsą dla samolotów Mitsubishi F-2 był 11 marca 2011. Tego dnia w bazie Matsushima z powodu trzęsienia ziemi i fali tsunami, która zalała bazę, zniszczeniu uległo osiemnaście z dwudziestu jeden posiadanych myśliwców F-2B należących do Dai-21 Hikōtai (21 myśliwska eskadra treningowa) o numerach ewidencyjnych 103, 104, od 106 do 111, 114, od 116 do 122, 127 i 131. Obok F-2, pod wodą znalazło się jeszcze pięć samolotów Kawasaki T-4, trzy śmigłowce UH-60J i dyspozycyjny BAE Systems U-125A. Pierwszy przegląd stanu technicznego maszyn po tym gdy opadły wody i można było dokonać wstępnej inspekcji, nie wypadł zachęcająco. Uznano, że aż dwanaście maszyn, z powodu doznanych uszkodzeń nie nadaje się do naprawy i jedynie szóstka zostanie po remoncie przywrócona do służby. Ich naprawa trwała do marca 2016 roku. Pierwszy z wyremontowanych F-2B o numerze seryjnym 03-8106 został oblatany 16 lutego 2015 roku a 21 kwietnia tego samego roku, zwrócony macierzystej jednostce. 22 stycznia 2013 roku podjęto decyzję o wyremontowaniu kolejnej siódemki samolotów. Dzięki wyasygnowaniu pieniędzy na ich remont, jedynie pięć samolotów zostało bezpowrotnie straconych. Prace remontowe wymagały ponownego nawiązania współpracy pomiędzy Mitsubishi, które odpowiadało za wykonanie niezbędnych napraw a Lockheedem, który dostarczył niezbędne części.

## Uzbrojenie
Samolot wyposażony jest w sześciolufowe działko obrotowe JM61A1 Vulcan kalibru 20 mm. Działko umieszczone jest podobnie jak w klasycznym F-16, w kadłubie, po lewej stronie samolotu, z wylotem lufy w napływie lewego skrzydła. Działko ma zapas wynoszący 512 nabojów. Mitsubishi F-2 dysponuje trzynastoma zewnętrznymi węzłami (dwa z nich są podwójne) do podwieszania uzbrojenia lub zewnętrznych zbiorników paliwa. Patrząc od tyłu samolotu, od lewej do prawej, ponumerowane odpowiednio jako 1 (na końcówce skrzydła), 2, 3, 4L i 4 (podwójny), 5, 6 (podkadłubowy), 7, 8 i 8R (podwójny), 9, 10, 11 (na końcówce skrzydła). Pojedynczym pod kadłubem, po pięć pod każdym ze skrzydeł i po jednym na ich końcach. Podkadłubowy węzeł służy tylko i wyłącznie do podwieszania zewnętrznego zbiornika paliwa o pojemności 1136 litrów. Flankujące węzeł podkadłubowy, obydwa wewnętrzne węzły znajdujące się już na skrzydłach, również służą tylko i wyłącznie do podwieszania zbiorników z paliwem. Można na nich zawiesić dwa zbiorniki o pojemności 2271 litrów każdy. Mitsubishi F-2 może być uzbrojony w kierowane pociski rakietowe powietrze-powietrze krótkiego zasięgu AIM-9L Sidewinder, AAM-3 i AAM-5, które można podwieszać na węzłach znajdujących się na końcach skrzydeł i na najbardziej zewnętrznych (patrząc od kadłuba) węzłach podskrzydłowych. Kierowane pociski rakietowe powietrze-powietrze średniego zasięgu AIM-7F/M Sparrow i/lub AAM-4/AAM-4B podwieszane na węzłach 2, 3, 9 i 10. Możliwość przenoszenia pocisków AAM-4 pojawiła się dopiero od roku budżetowego 2010. Wówczas to w ramach programu zwiększania możliwości bojowych samolotów F-2, postanowiono przystosować maszyny do ich przenoszenia. Prace przystosowawcze umożliwione zostały dzięki modernizacji radaru do wersji J/APG-2 i instalacji systemu naprowadzania pocisków, J/ARG-1. Praca modernizacyjne prowadzone są w ramach rutynowych przeglądów technicznych lub napraw. Nie przewidziano modernizacji samolotów przeznaczonych do szkolenia mechaników i pozostających jeszcze w służbie prototypów. Obok pocisków powietrze-powietrze, Mitsubishi F-2 może przenosić klasyczne bomby swobodnie spadające ogólnego przeznaczenia Mk 82 o masie 227 kg, bomby Mk 82 wyposażone w system naprowadzania na podczerwień GCS-1, pozwalający naprowadzać bombę na wykryte źródło ciepła. Bomby kasetowe CBU-87/B, bomby Joint Direct Attack Munition (zestawy GBU-38/B, GBU-54) o masie 227 kg. Do podwieszania bomb przeznaczone są węzły podwójne 4L i 4 oraz 8 i 8R. Cele naziemne F-2 może atakować niekierowanymi rakietami Hydra 70 kalibru 70 mm, przenoszonymi w wyrzutni JLAU-3/A, mieszczącej 19 rakiet, niekierowanymi rakietami kalibru 127 mm umieszczonych w wyrzutni RL-4 (cztery rakiety w wyrzutni). Dodatkowo, F-2 przystosowany jest do przenoszenia zasobnika RL-7, mieszczącego siedem niekierowanych rakiet kalibru 70 mm. Wyrzutnie podwieszane są pod węzły numer 4 i 8. Cele nawodne F-2 zwalcza przeciwokrętowymi pociskami manewrującymi ASM-1 i ASM-2. Pociski mogą być podwieszane pod węzły 3, 4, 8 i 9. Maksymalna masa zabieranego uzbrojenia i paliwa w zewnętrznych zbiornikach wynosi 8085 kg.

## Konstrukcja
Mitsubishi F-2 jest dolnopłatem, z chowanym podwoziem. Kadłub o klasycznej, półskorupowej konstrukcji wykonany ze stopów duraluminium, w miejscach poddawanych dużym obciążeniom, wzmocniony elementami wykonanymi ze stali i tytanu. Skrzydła pasmowe o trapezowym obrysie, o zerowym kącie zaklinowania i wzniosu, z napływami przy kadłubie. Kąt skosu krawędzi natarcia skrzydła wynosi 33°12′. Krawędź spływu o ujemnym skosie. Mechanizacja skrzydeł obejmuje klapy przednie umieszczone na całej długości krawędzi natarcia i klapolotki na krawędzi spływu. F-2 jest pierwszym na świecie samolotem bojowym, w którego konstrukcji skrzydeł w tak dużym stopniu wykorzystano materiały kompozytowe. Zbrojone włóknami węglowymi, tworzą 55% masy zasadniczej, siłowej części skrzydeł, czyli pokrycie dolnej powierzchni z integralnymi dźwigarami i żebrami skrzydła. Z materiałów kompozytowych wykonane są także pokrywy wnęk podwozia oraz usterzenie samolotu, z wyjątkiem podstawy i krawędzi natarcia statecznika pionowego. Usterzenie maszyny składa się z pojedynczego statecznika pionowego i płytowych stateczników poziomych o ujemnym wzniosie wynoszącym -8°. Podwozie chowane, trójpodporowe z przednim podparcie. Podwozie główne chowane jest do wnęk w kadłubie, podwozie przednie do wnęki znajdującej się pod wlotem powietrza do silnika. Wszystkie golenie zaopatrzone w pojedyncze koła. Trzyczęściowa, kroplowa osłona kabiny pilota. Z racji przystosowania samolotu do wykonywania zadań na małej wysokości, wzmocniono oddzielony od reszty oszklenia kabiny wiatrochron, umożliwiając mu wyjście bez szwanku ze zderzenia z ptakiem do prędkości 926 km/h. Samolot przystosowany jest do pobierania paliwa w locie. Na grzbiecie, za kabiną pilota znajduje się gniazdo do połączenie za sztywnym wysięgnikiem latającej cysterny. Wstępna, projektowana żywotność konstrukcji samolotu wynosiła 6000 h lotu.